# 535 г. пр.н.е.

## Събития

### В Азия

#### В Персийската империя
- Цар на Персийската (Ахеменидска) империя е Кир II Велики (559 – 530 г. пр.н.е.).[1]
- Престолонаследникът Камбис е цар на Вавилон.[2]
- Кир поставя за сатрап на Вавилония Губару, а Камбис е вероятно принуден да се оттегли в Сипар.[3]

### В Африка

#### В Египет
- Фараон на Египет е Амасис II (570 – 526 г. пр.н.е).[4]

#### В римското царство
- Тази или следващата година са традиционно приетите за края на управлението на римския цар Сервий Тулий (579/8 – 535/4 г. пр.н.е.) и началото на царуването на последния цар Тарквиний Горди (535/4 – 509 г. пр.н.е.).[5][6]
- По време на управлението на новия цар е завършена по-голямата част от строителството на Храма на Юпитер Капитолийски, установен е контрол над град Габий, води се война със сабините, римската територия (ager romanus) е разширена до над 900 квадратни километра (350 квадратни мили).[5][6]

## Родени
- Хераклит, древногръцки философ (умрял ок. 475 г. пр.н.е.)